# Буча (Призрен)
Буча (алб. Buçë) је насељено место у општини Призрен, на Косову и Метохији. Према попису становништва из 2011. у насељу је живело 645 становника.

## Становништво
Према попису из 2011. године, Буча има следећи етнички састав становништва:
| Националност | 2011.        |
| Албанци      | 645 (100,0%) |
| Укупно       | 645          |

| Демографија | Демографија | Демографија |
| Година      | Становника  | Становника  |
| ----------- | ----------- | ----------- |
| 1948.       | 398         |             |
| 1953.       | 400         |             |
| 1961.       | 437         |             |
| 1971.       | 574         |             |
| 1981.       | 766         |             |
| 1991.       | 913         |             |
| 2011.       | 645         |             |